# Helianthus bolanderi
Helianthus bolanderi es una especie de girasol (Helianthus) silvestre, conocida en el oeste de Estados Unidos, su lugar de origen, como «Bolander's sunflower».
Es frecuentemente confundida con Helianthus exilis (llamado serpentine sunflower - por crecer generalmente en rocas de serpentina), con el cual comparte caracteres comunes, en particular en las escamas del receptáculo.

## Etimología
El epíteto específico alude a Henry Nicholson Bolander (1831-1897), un botánico herborizando en California en 1864.

## Descripción
Se trata de una especie anual que tiene una altura entre 60cm y 1,5m, con tallos erectos híspidos o hirsutos. Las hojas son principalmente caulinares y alternas, pecioladas. Dichas hojas tienen forma lanceolada-linear ovalada, y tienen 3-15cm por 2-6cm. La base es cuneada hasta truncada, y los bordes generalmente aserrados con la cara inferior algo hirsuta y glandulífera. Los receptáculos son hemiesféricos de 1,5-2,5cm de diámetro, con 10-15 brácteas involucrales usualmente lanceoladas con ápice gradualmente atenuado, y con la cara exterior hirsuta. Las escamas del receptáculo son tri-dentadas con sus ápices glabros, el diente mediano mucho más largo. Hay 12-15 lígulas amarillas con limbos de 1,5-2 cm de largo, y unos 75 o más flósculos, con los lóbulos habitualmente rojizos con las anteras negras. El fruto es un aquenio glabro o algo peludo, de color pardo oscuro y tiene de 3 a 4,5 mm de largo. El vilano está constituido por 2 escamas lanceoladas de 1,5-3mm.

Florece desde el verano hasta principios del otoño.

## Distribución y hábitat
Es una planta nativa de California (Klamath Ranges, cordillera costera de California, cordillera de las Cascadas, Sierra Nevada Foothills, valle Central de California, Área de la Bahía de San Francisco, cordillera costera de California) y Oregón (Estados Unidos), donde crece de 10 hasta 1.200 m de altitud en lugares principalmente herbosos, frecuentemente removidos.

## Citología
- 2n = 34